# Eduardo Aquevedo Soto
José Eduardo Aquevedo Soto ist ein chilenischer Soziologe. Seine Schwerpunkte sind Wirtschaftsentwicklung, Stadt- und Arbeitssoziologie.

## Leben
Eduardo Aquevedo Soto erlangte 1970 an der Universidad de Concepción den Magistertitel im Fach Soziologie und wurde 1993 an der Université Paris VII, Denis Diderot in Ökonomie promoviert.
Seit 1993 ist er an der Universidad de Concepción (Chile) ordentlicher Professor, Institutsvorstand im Department für Soziologie und Anthropologie und Dekan der Sozialwissenschaftlichen Fakultät. Von 1999 bis 2001 war er Vorsitzender der Asociación Latinoamericana de Sociología.